# Suck (Fluss)
Der Suck (irisch An tSuca) ist ein Fluss in der Republik Irland und der Hauptzufluss des Shannon.
Der Suck, in etwa 85 km lang, verläuft zwischen den Grafschaften Galway und Roscommon in Nord-Süd-Richtung und mündet bei Shannonbridge in den Shannon.
Von seiner Mündung in den Shannon ist er seit 2001 bis nach Ballinasloe, der größten Ortschaft am Suck, für Hausboote befahrbar.